# Zama Minor
Koordinaten: 36° 6′ 42,7″ N, 9° 17′ 7,7″ O
Zama Minor war eine antike Stadt in Numidien, einer historischen Landschaft in Nordafrika. Die Siedlung liegt etwa 10 km nordwestlich des heutigen Siliana im Norden Tunesiens.
Historisch steht Zama Minor mit der in historischen Überlieferungen erwähnten numidischen Stadt Zama (auch Zama Regia genannt) in Verbindung. Hier fand im Jahr 202 v. Chr. die Schlacht von Zama zwischen den Karthagern unter ihrem Feldherrn Hannibal und den Römern statt, in der Hannibal vom römischen General Scipio Africanus dem Älteren besiegt wurde.
Die genaue Lokalisierung des antiken Ortes Zama ist unter Historikern bis heute umstritten. Der griechische Geschichtsschreiber Polybios erwähnt den Ort fünf Tagereisen von Karthago entfernt, der römische Geschichtsschreiber Sallust als auf flachem Boden gebaute Zitadelle. Die Tabula Peutingeriana stellt die Stadt zwischen Uzappa und Assuras, auf dem Weg nach Thysdrus dar. Sicher ist, dass das antike Zama in der Ebene zwischen Siliana und Sers gelegen haben muss.
In der Geschichtsschreibung sind für den Ort mehrere Beinamen (Epitheta) bekannt: Zama major (das „große Zama“), auch Zama Regia (das königliche Zama) genannt. Diese Stadt wird heute an Stelle der modernen Stadt Sers vermutet. Zama Minor war vermutlich eine nahegelegene Kolonie in der Nähe des Ouadi Mahrouf, vier Kilometer östlich von Lemsa auf einer kleinen Anhöhe gelegen. Hier erwähnt eine Inschrift eine colonia zamensis. Auch das nahegelegene Dorf Jama wird mit dem antiken Zama minor in Verbindung gebracht. Hier haben sich noch heute einige Ruinenreste erhalten. Eine Inschrift erwähnt eine colonia augustua zama.
Auf einen erloschenen Bischofssitz in Zama Minor geht das römisch-katholische Titularbistum Zama Minor zurück.